# Ochlogenes
Ochlogenes is een geslacht van vlinders van de familie sikkelmotten (Oecophoridae), uit de onderfamilie Oecophorinae.

## Soorten
- O. advectella Walker, 1864
- O. cirrhostola Turner, 1932